# 59丁目 (マンハッタン)
59丁目 (59th Street) またはセントラル・パーク・サウス (Central Park South) は、ニューヨーク市マンハッタン区を、ヨーク・アベニュー/サットン・プレイスからウェストサイド・ハイウェイにかけて東西に走る通りであり、9番街/コロンバス・アベニューと8番街/セントラル・パーク・ウェストの間のタイムワーナーセンターがある場所は、途切れている。通りは、セントラル・パークの南側を走る部分は両面通行だが、9番街から11番街/ウェスト・エンド・アベニューにかけての区間は西方面への一方通行、5番街から2番街にかけての区間は東方面への一方通行となっている。2番街の地点で、59丁目はクイーンズボロ橋（59番街橋 (59th Street Bridge) ともしばしば呼ばれる）への侵入口の分岐があり、ヨーク・アベニュー/サットン・プレイスまで東に続く。
59丁目は、ミッドタウン・マンハッタンとアップタウン・マンハッタンとの間の境界線にもなっている。通りはコロンバスサークルを二分し、5番街とセントラル・パーク・ウェストの間ではセントラル・パークの南端となっている。
セントラル・パークの南端を走っているため、セントラル・パークに沿った部分は、セントラル・パーク・サウスと呼ばれている。この標識は、8番街のコロンバスサークルから5番街のグランド・アミー・プラザまで適用される。セントラル・パークに入るため、5番街のスコラーズ・ゲート、6番街のアーティスト・ゲート、7番街のアーティサンズ・ゲート、コロンバスサークルのマーチャンツ・ゲートがある。セントラル・パーク・サウスには、プラザホテル、リッツ・カールトン（セントラル・パーク、ザ・リッツ・カールトン系列）、パーク・レーン、エセックスハウスの、4つの著名な水準以上のホテルがある。
マンハッタンの59丁目の北では、アッパー・ウェスト・サイドとアッパー・イースト・サイドがセントラル・パークの両側に存在する。ウェスト・サイドの数字の付いた通り（アベニュー）は、59丁目以北で改名され、8番街はセントラル・パーク・ウェストに、9番街はコロンバス・アベニューに、10番街はアムステルダム・アベニューに、11番街はウェスト・エンド・アベニューになる。

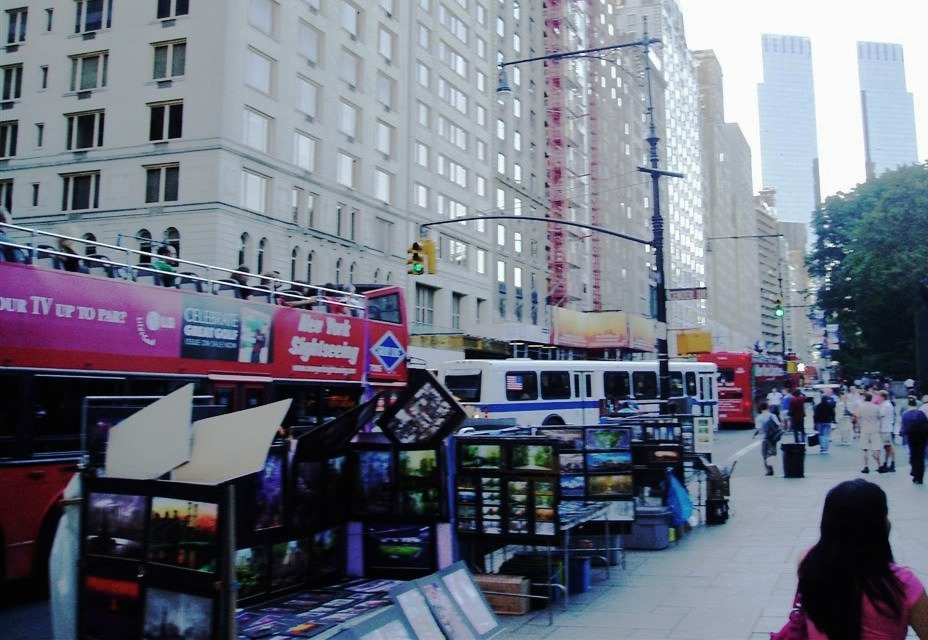
セントラル・パーク・サウスから西を見る

## ランドマーク

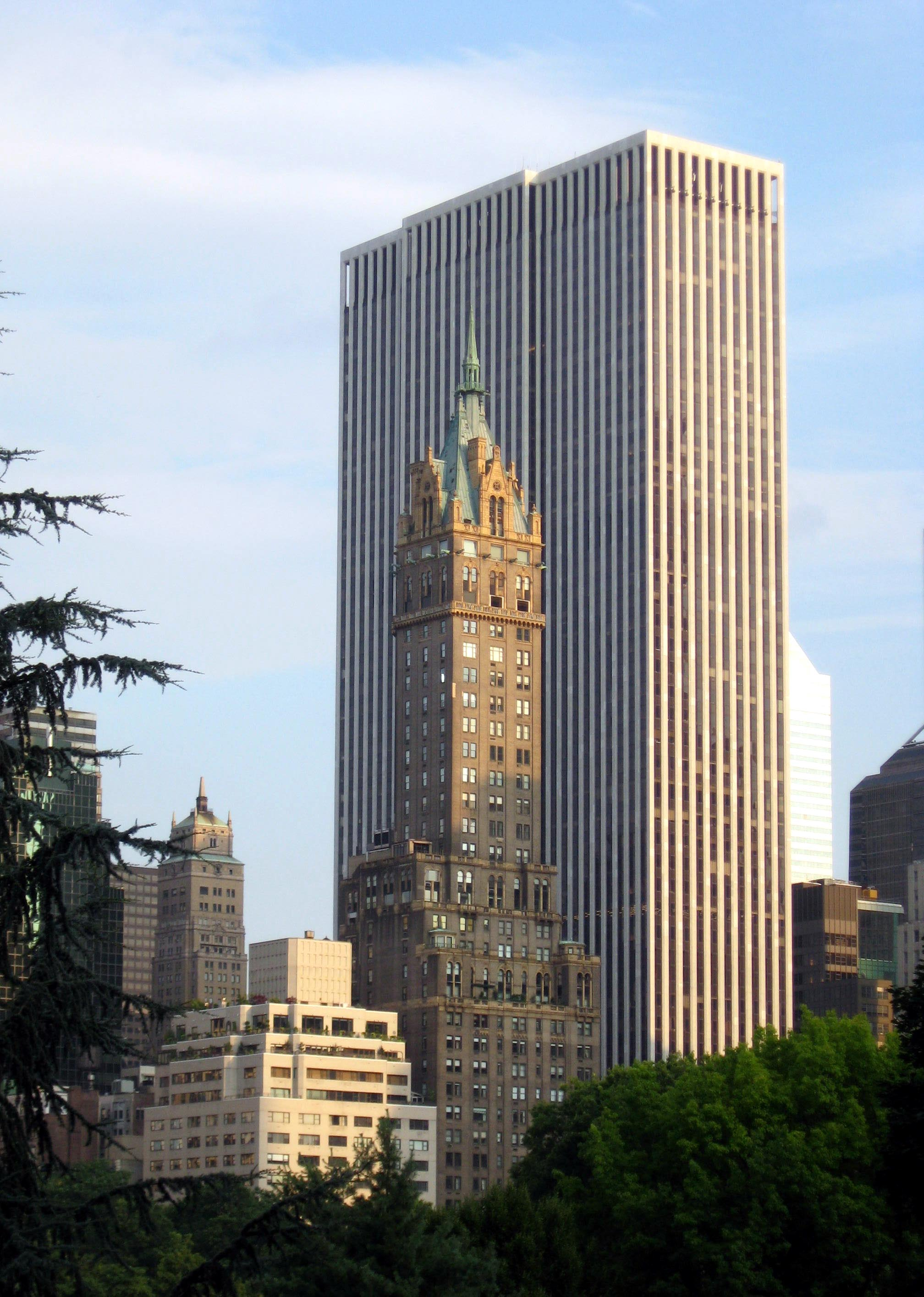
シェリー・ネーデルランズ・ホテルとGMビルディングは、59丁目を挟んだ向かいにある

- ルーズベルト・アイランド・トラムウェイ - 2番街
- ブルーミングデールズ・デパートメント・ストア - レキシントン街
- ブルームバーグ世界本部/ワン・ビーコン・コート/レセルグ - 3番街とレキシントン街の間
- 59E59シアタース（英語版） - オフ・ブロードウェイ・シアターコンプレックス - パーク・アベニューとマディソン・アベニューの間
- ジェネラル・モータース・ビルディング（英語版） - 5番街
- シェリー・ネザーランド（英語版） - ５番街
- プラザホテル - 5番街
- セントラル・パーク
- グランド・アミー・プラザ
- トランプ・インターナショナル・ホテル・アンド・タワー - コロンバスサークル
- 2 コロンバス・サークル（英語版）
- タイムワーナーセンター - コロンバスサークル
- 聖路加ルーズベルト病院（英語版） - 10番街
- IRT発電所（英語版） - 58丁目と59丁目、11番街と12番街の間のブロック全体を占める
- ハドソン・リバー・パーク - バッテリー・パークから59丁目にかけてハドソン川沿いに広がる